# Кляйн-Пампау
Кляйн-Пампау (нім. Klein Pampau) — громада в Німеччині, розташована в землі Шлезвіг-Гольштейн. Входить до складу району Герцогство Лауенбург. Складова частина об'єднання громад Бюхен.
Площа — 4,17 км2. Населення становить 646 ос. (станом на 31 грудня 2020).